# Bildstock (Bad Kissingen, Altenbergweg 4)

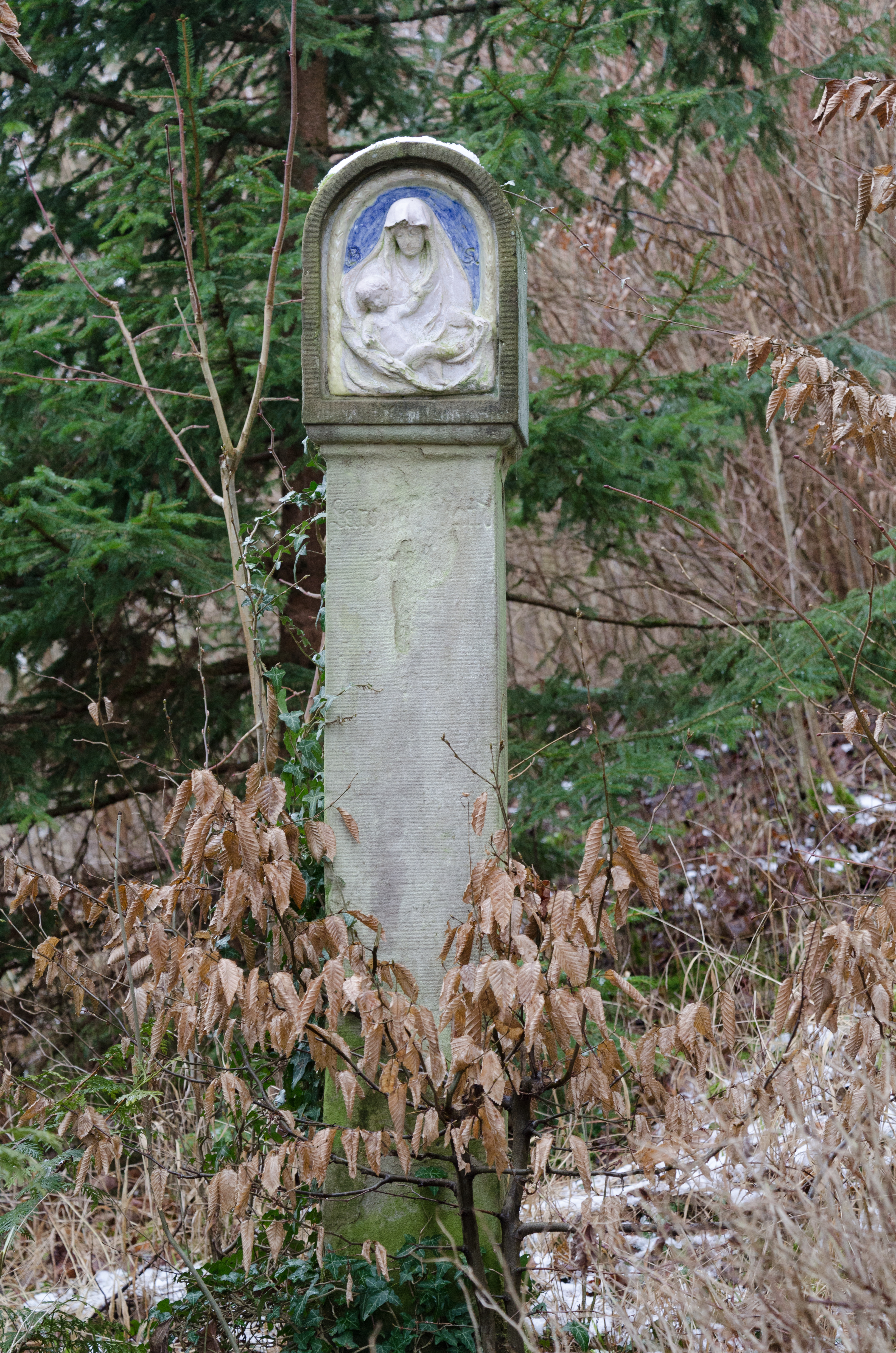
Bildstock auf dem Altenberg in Bad Kissingen/Garitz.

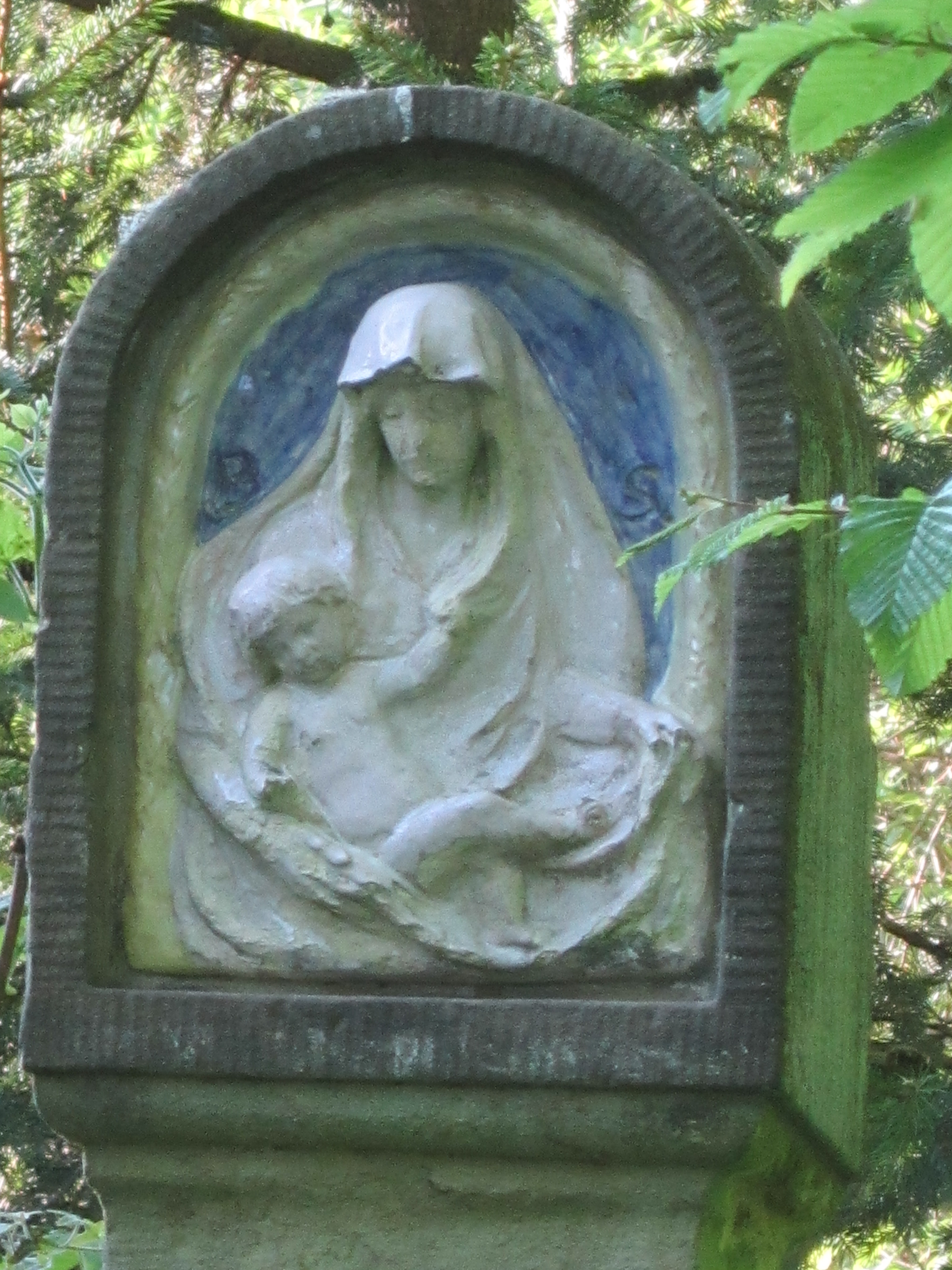
Bildstock (Detailaufnahme)

Der Bildstock Altenbergweg 4 befindet sich in Bad Kissingen, der Großen Kreisstadt des unterfränkischen Landkreises Bad Kissingen. Er befindet sich am Altenbergweg, der von der Bismarckstraße aus auf den Altenberg führt. 
Der Bildstock gehört zu den Bad Kissinger Baudenkmälern und ist unter der Nummer D-6-72-114-254 in der Bayerischen Denkmalliste registriert.

## Beschreibung
Der Bildstock besteht aus Sandstein. Der inzwischen verwitterte Vierkantschaft entstand im Jahr 1758; der rundbogig schließende Aufsatz mit einem Majolikarelief Madonna mit Kind wurde im Jahr 1926 von Bildhauer Balthasar Schmitt geschaffen.
Eine Kopie des Bildstocks befindet sich in Privatbesitz.